# Meidericher Vizemeister
Meidericher Vizemeister ist ein deutscher Dokumentarfilm, der sich mit der Vizemeistermannschaft des Meidericher SV, des heutigen MSV Duisburg, aus der ersten Bundesligasaison 1963/64 befasst. Er ist der erste Teil der Dokumentationsserie Von Anfang bis Westende und erlebte am 30. März 2014 im filmforum Duisburg seine Premiere.

## Inhalt
Der Meidericher SV aus Duisburg zählte 1963 zu den 16 Mannschaften, die zur damals beginnenden Erstaustragung der Bundesliga zugelassen waren. Dabei galt das Team um Trainer Rudi Gutendorf und den neu verpflichteten Starspieler Helmut Rahn als „krasser Außenseiter“ und wurde durch die Medien als „Abstiegskandidat Nummer eins“ dargestellt. Ein Großteil der Spieler war im Ortsteil Meiderich aufgewachsen und über die Stadtgrenzen hinaus kaum bekannt. Trotz allem gewann die Elf das Auftaktspiel gegen den Karlsruher SC mit 4:1, schlug weitere namhafte Gegner und belegte am Saisonende den zweiten Tabellenplatz hinter dem 1. FC Köln. Einen wesentlichen Beitrag zu dem Erfolg leistete ein von Trainer Gutendorf erfundenes System, der so genannte „Gutendorf-Riegel“. Dies sah die Einbindung von Defensivakteuren in Offensivaktionen vor. Neben dieser vordergründigen Entwicklung schildert der Film Hintergründe und Details, die einen Einblick in die Lebensweise des Ruhrgebiets der 1960er-Jahre und den Zusammenhang der Arbeitswelt dieser Zeit mit dem Fußball gewähren. Im Film werden auch die Vorgeschichte und nachfolgende Ereignisse behandelt. Insbesondere wird auf das Leben Werner Krämers eingegangen.
Fünfzig Jahre nach den Ereignissen führen die drei Macher Interviews mit den damals beteiligten Personen. Mit Uwe Seeler kommt ein Spieler vor, der damals im Trikot des Hamburger SV spielte und dabei außergewöhnlich bekannt war. Vor der Partie gegen Meiderich soll er gefragt haben „Meiderich, wo liegt denn das?“, woraufhin seine Hamburger mit 0:4 verloren. Auf dieses Zitat, das die Dokumentation als journalistische Erfindung und Fußballlegende herausstellt, wird in der ebenfalls während der Spielzeit 1963/64 entstandenen Vereinshymne Zebratwist angespielt. Dazu schildern Mitglieder der Mannschaft den besonderen Zusammenhalt des Teams und die leidenschaftliche Einstellung zum Fußball, die nicht von materiellem Gewinnstreben geprägt war.

## Produktion
Der Film entstand auf private Initiative der Filmemacher Lütjens, Knorr und Wildberg. Sie arbeiteten nichtkommerziell, wobei sich der Herstellungsprozess über rund 15 Monate hinzog. Als Drehorte dienten unter anderem das Trainingsgelände des MSV in Meiderich, das Gelände der DJK Lösort-Meiderich, die Zechensiedlung Ratingsee sowie der Landschaftspark Duisburg-Nord. Dazu wurde auf historisches Material wie alte Spielberichte in Videoform und originale Zeitungsartikel aus der Vizemeistersaison zurückgegriffen. Die Duisburger Band Los Placebos gestaltete die Filmmusik.

## Aufführungen und Verkauf

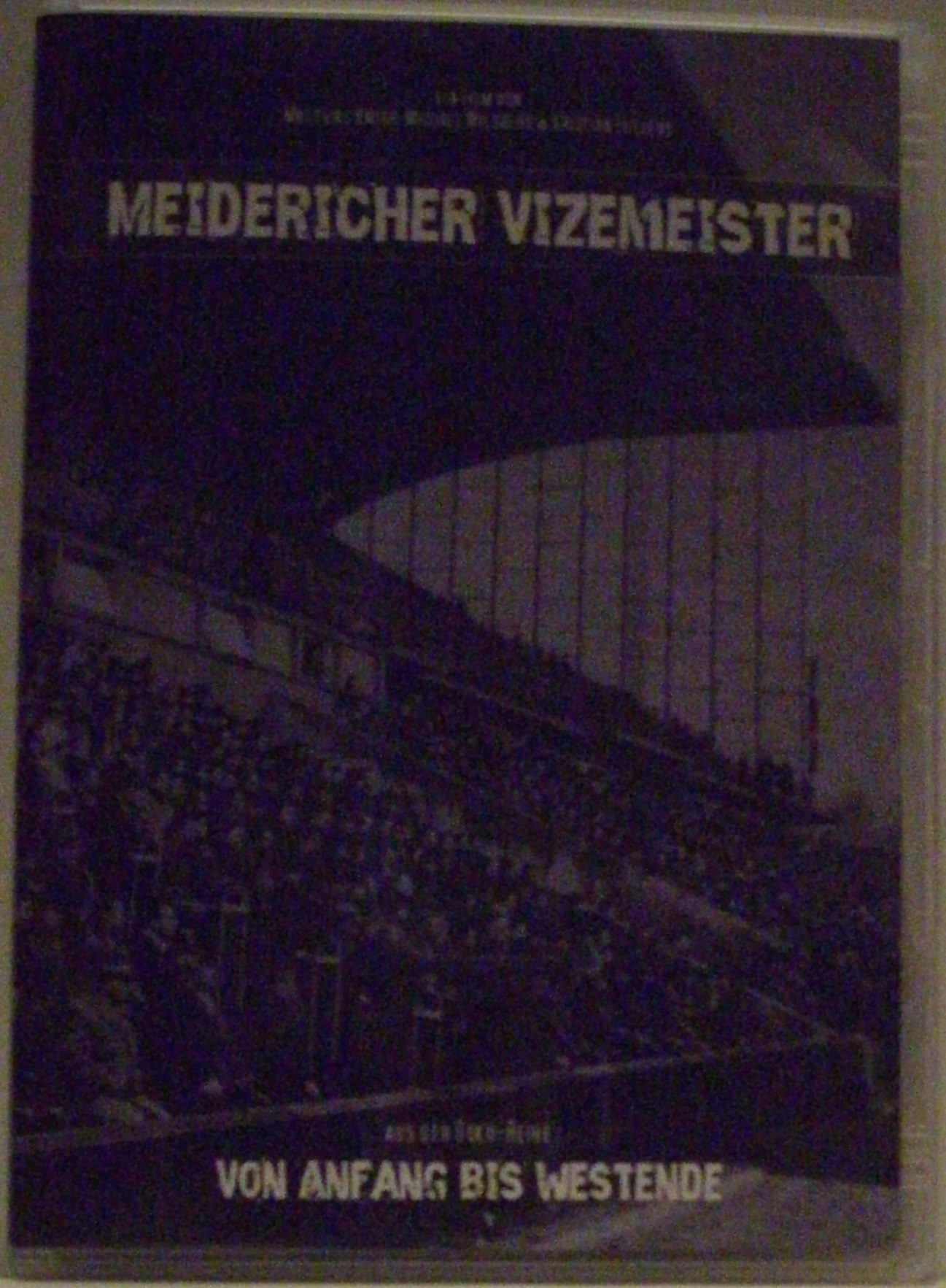
Die DVD zum Film

Nachdem bereits mehrere Aufführungen im filmforum Duisburg stattgefunden hatten, wurde der Film ab dem 28. April 2014 als DVD im Fanshop des MSV Duisburg verkauft. Die tausendfach ausgegebene erste Auflage war dabei innerhalb von anderthalb Tagen ausverkauft. Nach dreieinhalb Monaten lag die Verkaufszahl bei fast 3.500 Stück.
Dank des unerwartet großen Erfolges wurde der Streifen in das Programm des Sommerkinos im Landschaftspark Duisburg-Nord aufgenommen. Binnen einer Stunde waren alle 1.070 Tickets für die Mitte August 2014 stattfindende Vorstellung im Vorverkauf vergriffen. Teil des Programms war eine angesichts des großen Interesses auf 140 Minuten ausgedehnte Autogrammstunde mit zahlreichen Spielern der Vizemeistermannschaft, die im Anschluss an den Film die Bühne betraten und stehende Ovationen erhielten. Für Kai Gottlob, Geschäftsführer des Mitveranstalters filmforum Duisburg, war es der „emotionalste [Abend] in der Geschichte des Sommerkinos überhaupt“.
Die Dokumentation zählte im März 2015 zum Programm des Fußball-Filmfestivals 11mm in Berlin. Um die Erinnerung an diese Mannschaft auch weiterhin zu erhalten, veröffentlichten die Filmemacher in Kooperation mit dem MSV Duisburg und dem MSV Museum e. V. den Film im April 2021 als VoD auf der Video-Hosting-Plattform Vimeo.

## Kritik
Der Film wurde sowohl seitens der Anhänger des Vereins als auch der Presse sehr positiv aufgenommen. Die Rheinische Post bezeichnet ihn als „Doku voller Tragik und Humor“ und meint, dass die Darstellung der Spieler als Menschen „hautnah und lebensecht“ gelungen sei. Seitens der Zuschauer wurde der Film mit stehenden Ovationen aufgenommen. Die WAZ befand: „Das wichtigste Verdienst der drei Autoren ist es aber, dass sie mit ihrem Film den Fußballhelden früherer Tage ein Denkmal für die Ewigkeit gesetzt haben. Großes Kino für eine große Mannschaft.“ Auf Fanseite wurde er als „wunderbarer Dokumentarfilm“ mit hoher filmischer Qualität bezeichnet.
Auch in überregionalen Fußball-Magazinen erzielt der Dokumentarfilm sehr positive Kritiken. Für das Magazin 11Freunde erzählt Meidericher Vizemeister die Ereignisse der ersten Bundesligasaison „liebevoll und genau“, der österreichische Ballesterer fm empfiehlt den Film im Rahmen einer Reportage über von Fans gedrehte Fußball-Dokumentationen.